# 持斧罗摩池桥
27°52′42.4″N 96°21′43.6″E / 27.878444°N 96.362111°E
持斧罗摩池桥位于印度最东北部的魯西特河（察隅河）出山口处的一座桥。属于NH13公路。行政区划属于阿鲁纳恰尔邦鲁西特县，但位于中国主张国境线以南。

## 地名
持斧罗摩是印度教毗湿奴的第六个化身。该地一处池水，为印度教圣地，水池的起源与印度圣典中描述的持斧罗摩弑母的故事有关。

## 技术
3墩2台，钢筋混凝土连拱桥。双车道。